# Олимпиада угнетения
Олимпиа́да угнете́ния — описание процесса маргинализации в результате «соревнования» с целю выяснить, представители какой из угнетённых групп находятся в более угнетённом положении относительно всех прочих; сравниваться могут раса, пол, социально-экономический статус или инвалидность. Термин используется в дебатах об идеологических ценностях политики идентичности, интерсекциональности и социальных привилегий, и введён в употребление учёными-теоретиками феминизма в 1990-х годах. Предположительно, первый раз термин был использован феминисткой-чикано Элизабет Мартинес в беседе с Анджелой Дэвис в Калифорнийском университете в Сан-Диего в 1993 году. Мартинес заявила: «Общая идея заключается в том, что не должно преобладать соревнование иерархий. Никаких „Олимпиад угнетения“!».

## Динамика
Олимпиада угнетения описывается как соревнование внутри группы, цель которого «утвердить, кто более аутентичен, более угнетен и, следовательно, более прав». Сравниваемыми параметрами могут быть раса, пол, сексуальная ориентиация, а также других заявленные или приписанные идентичности.
Заявленная или приписанная идентичность человека «становится фетишизированной» в группе и оценивается в предвзятых эссенциалистских терминах. Возникает динамика «согласия с наиболее маргинализированными в комнате».
По словам Стояна Фрэнсиса, «золотая медаль Олимпиады угнетения рассматривается как атрибут лидера, позволяющий требовать перемен, дающий заметность и влияние на распределение ресурсов».

## Использование
Элизабет Мартинес в беседе с Анджелой Дэвис 12 мая 1993 года ответила на вопрос о создании коалиций следующим образом: «Существуют различные формы совместной работы. Коалиция — одна из них, сеть — другая, альянс — третья. …Но общая идея заключается в том, что не должно преобладать соревнование иерархий. Никакой Олимпиады угнетения!». Дэвис поддержала характеристику Мартинес, заявив: «Как отметила Бетита, нам нужно быть более гибкими в нашем представлении о различных способах совместной работы, преодолевая различия».
Похожий термин «Олимпиада виктимизации» был популяризирован в книге «Холокост в жизни американцев» американского историка Питера Новика, в которой Новик критикует то, что он описывает как соревнование между жертвами нацизма за статус наиболее пострадавших жертв Холокоста.
Впоследствии Мартинес более подробно описала явление «Олимпиады угнетения» в своей монографии 1998 года «De Colores Means All of Us: Latina Views for a Multi-Colored Century». В предисловии к книге Анджела Дэвис пишет, что Мартинес использовала «термин, который узнают многие, кто слышал её выступления», и утверждает, что Мартинес «призывает нас не участвовать в „Олимпиадах угнетения“ [или создавать] бесполезную иерархию страданий, вместо этого направляя наш гнев на сохраняющуюся несправедливость, усиливая наше противостояние всё более сложной системе господства, сплетающего воедино расизм, патриархат, гомофобию и глобальную капиталистическую эксплуатацию».

## Критика
Динамика термина «Олимпиада угнетения» критиковалась как «интеллектуально ленивая, лишённая политической глубины» и «ведущая к токенизации». Подобная динамика, связанная с политикой идентичности, критиковалась в анархистской мысли за создание социальной иерархии, поскольку анархизм в корне против понятий иерархии.
Академик Анж-Мари Хэнкок критикует излишние усилия, затрачиваемые на Олимпиаду угнетения в прогрессивных кругах, как препятствие для более широких коллективных действий по продвижению социальных изменений. Она считает, что «благодаря Олимпиаде угнетения и политической сложности, с которой сталкивается XXI век, солидарность во имя широких социальных преобразований становится всё труднее и создать, и поддерживать».

### Научная работа
В своей статье «Диалогическая эпистемология — межсекционное сопротивление „Олимпиаде угнетения“» Нира Юваль-Дэвис рассматривает проблему «Олимпиады угнетения» и утверждает, что категориальная межсекционность улучшает решение этой проблемы.
В своей работе «Solidarity Politics for Millennials: A Guide to Ending the Oppression Olympics», Анж-Мари Хэнкок утверждает, что основными причинами Олимпиады угнетения являются желание превзойти других жертв и слепота к бедам и недостаткам других групп.
Исследования в области изучения идентичности называют данное явление (межгрупповой) соревновательной виктимностью.